# Вардья (Вільянді)
Ва́рдья (ест. Vardja küla) — село в Естонії, у волості Вільянді повіту Вільяндімаа.

## Населення
Чисельність населення на 31 грудня 2011 року становила 211 осіб.

## Географія
Село лежить у південному передмісті  Вільянді.
Через населений пункт проходить автошлях 53. Поблизу села пролягає шосейна дорога 52 (Вільянді — Ринґу).

## Історія
З 7 травня 1992 до 5 листопада 2013 року село входило до складу волості Війратсі.

## Пам'ятки
- Встановлений на хуторі Раба пам'ятник головнокомандувачу Естонської армії Йогану Лайдонеру, історична пам'ятка.[2]

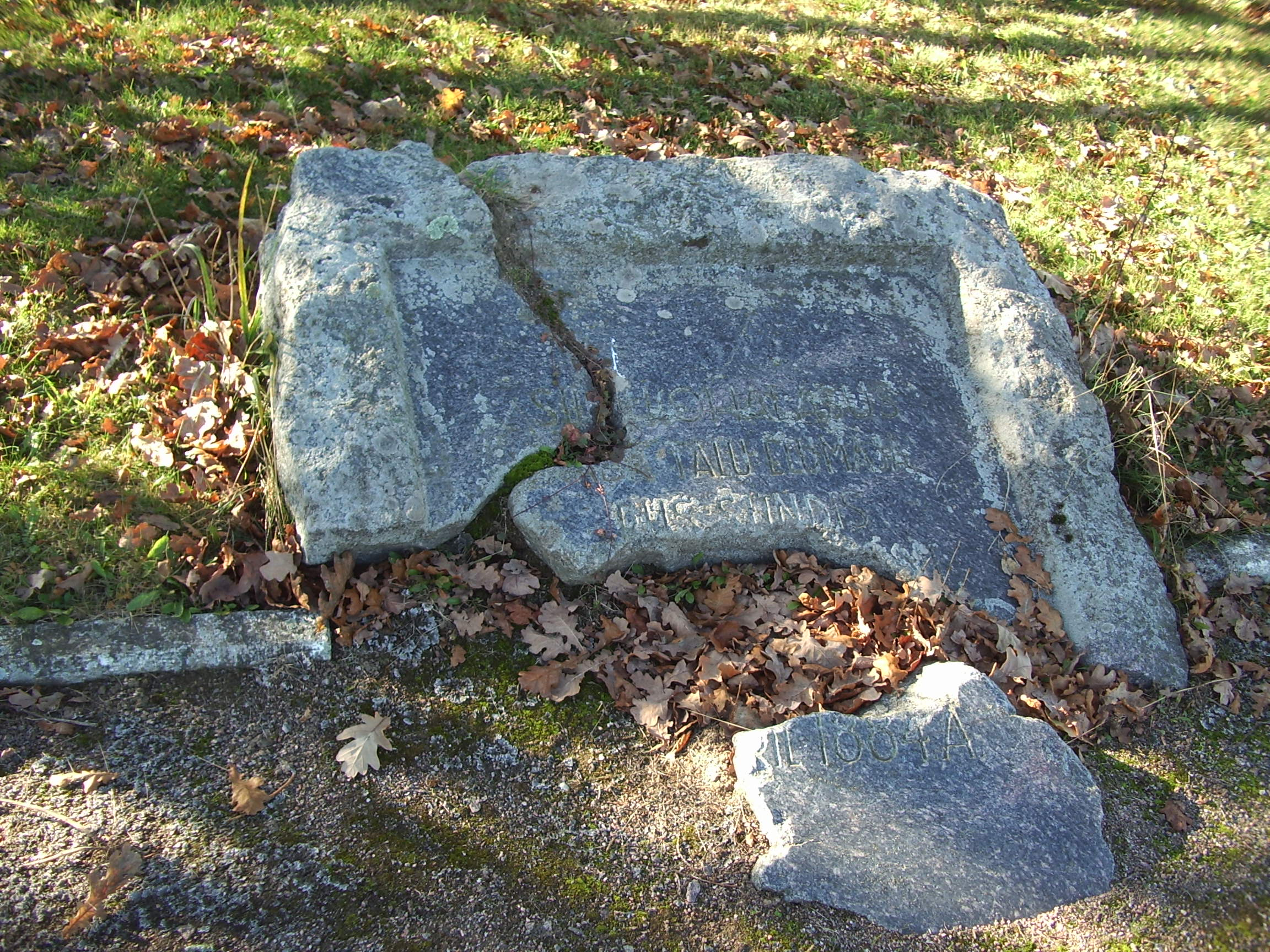
Пам'ятник Йогану Лайдонеру, зруйнований після радянської окупації 5 вересня 1940 року (фото:2005 рік)